# Малый артам
Малый артам (лат. Artamus minor) — вид птиц из семейства ласточковых сорокопутов. Выделяют два подвида. Эндемик Австралии.

## Описание
Малый артам является самым мелким представителем рода Artamus, достигает длины 12—14 см и массы от 13,1 до 21 г. Взрослые особи номинативного подвида тёмного шоколадно-коричневого цвета. Окраска оперения вокруг клюва и по бокам от него до глаз чёрного цвета, создавая характерную маску, типичную для многих ласточковых сорокопутов. Надхвостье тёмно-серое, кроющие перья хвоста серовато-чёрные. Крылья и хвост тёмно-серого цвета. Внешние края кончика хвоста белые. Испод крыльев светло-серого цвета. Радужная оболочка тёмно-коричневая. Клюв бледно-голубовато-серый с чёрным кончиком; ноги черноватые. 
Молодые особи похожи на взрослых, но несколько бледнее, с рассеянными охристыми прожилками на верхней и нижней частях тела, охристыми кончиками верхних кроющих перьях крыльев и узкой охристой бахромой на кончиках маховых перьев.
Отличается от родственного вида A. cyanopterus главным образом меньшим размером и отсутствием белого цвета на маховых перьях.
В полёте малый артам издаёт резкие звуки «peet-peet» (от одной до четырёх нот) или более мягкое «peep». Песня представляет собой приятное мягкое щебетание, может имитировать пение других видов птиц.

## Места обитания
Малый артам широко распространён на большей части материковой Австралии, избегает только самых засушливых пустынь и района в пределах примерно 300 километров от южного побережья. Естественными местами обитания являются открытые кустарниковые заросли, каменистые холмы, утесы и обрывы, а также открытые лесные массивы. 

## Биология
Малый артам добывает пищу обычно в полёте, иногда среди листвы и цветов, редко на земле. Кормится поодиночке, парами или небольшими стайками. В основном питается насекомыми, иногда нектаром.
Сезон размножения продолжается с сентября по январь. В строительстве гнезда принимают участие обе родительские птицы. Гнездо представляет собой приплюснутую чашечку, сооружённую из веток, травы и другого растительного материала; размещается на выступе скалы, в расщелине, в развилке дерева, иногда в дупле. В кладке от одного до четырёх яиц, обычно 2—3 яйца. Инкубационный период продолжается около двух недель. Птенцы оперяются примерно через три недели. В уходе за птенцами участвуют и самец, и самка, а также помощники из других членов семейной группы. После вылета из гнезда птенцы остаются под присмотром родителей и помощников до достижения возраста полутора месяцев.

## Подвиды
- Artamus minor derbyi Mathews, 1912 – от северо-востока Западной Австралии до северо-востока Квинсленда (за исключением севера полуострова Кейп-Йорк) и севера Нового Южного Уэльса (от севера до востока Австралии)
- Artamus minor minor Vieillot, 1817 – от запада Западной Австралии до юга и центра Северной Территории и востока центральной части Южной Австралии (запад центральной части Австралии)